# Торе дел Бурго
Торе дел Бурго (на испански: Torre del Burgo) е село в Испания, център на община Торе дел Бурго. То е разположено в провинция Гуадалахара, автономна област Кастилия-Ла Манча. Населението му според данни на НИС през 2018 г. е 502 души.
От началото на 2000–те години селото се оформя като производител на зелени аспержи.

## География
Селото се намира на около 20 км от град Гуадалахара, в долината на река Бадиел.

## Население
Произход
Според данни на НИС в началото на 2017 г. селото наброява 228 жители, от тях 137 са с произход от България (60,09 %). 31,14 % от населението му са испанци, 4,38 % от Полша и 3,07 % от Румъния.
Според данни на НИС през 2018 г. селото наброява 502 жители, от тях 404 са с произход от България (80,47 %), 60 от тях испанци (11,95 %).

## Фотогалерия
- Сградата на новото кметство през 2017 г.
- Сградата на бившото кметство през 2017 г.
- Главна фасада на църквата през 2017 г.